# Pauley Perrette
Pauley Perrette (Nova Orleans, Louisiana ; 27 de març de 1969) és una actriu i cantant estatunidenca coneguda pel seu paper d'Abby Sciuto a la sèrie de televisió NCIS.

## Biografia
Va néixer a Nova Orleans i va créixer en diversos llocs del sud dels Estats Units.
Després d'anys de treballs a televisió i pel·lícules (majoritàriament fent anuncis comercials, posant veu en off, vídeos musicals i curts). També apareix com a cambrera al Cafè Nervosa a la sèrie Frasier en la quarta temporada i després com a artista convidada a la primera temporada de 24.
Va trobar la seva oportunitat mentre atenia un bar a Nova York, i Perrette es va embarcar en el seu més reconegut paper: "Abby Sciuto", una excèntrica científica forense a la sèrie de televisió NCIS, basada en el Servei de Recerca Criminal Naval. L'any 2018 va abandonar la sèrie a causa de problemes amb la productora. Es van reportar a més diferències amb Mark Harmon, estel principal de la sèrie.
A més d'actuar, Perrette també publica poesies, escriu, fotografia i és una artista de la paraula parlada, amant de la música i defensora dels drets civils. Va ser la vocalista de la banda "El-Ball" de Los Angeles; una cançó de Lo-Ball es pot sentir durant la pel·lícula Legally Blonde. Apareix com a productora de documentals i el 2007 va filmar un documental sobre l'advocat i autor Mark Lane sobre els drets civils als Estats Units.
Perrette va retornar a la televisió a la comèdia Broke l'abril del 2020, de la qual es van emetre 13 episodis. L'actriu va assenyalar que aquesta sèrie “va restaurar la meva fe en la gent, en aquesta indústria. Estic tan agraïda. Vaig treballar amb el millor elenc i equip de la indústria." La mateixa publicació (Suggest.com) va informar l'octubre del 2020 que Pauley Perrette va anunciar que abandonava la carrera d'actriu. A Tweeter va publicar: "Estic feliçment retirada. Finalment. Era tot el que desitjava".

## Altres dades
Perrette col·labora amb moltes organitzacions de caritat, inclòs el rescat d'animals, la Creu Roja Americana, els drets civils i els drets gai. Va estar casada durant tres anys amb el músic Coyote Shivers contra el qual va obtenir quatre ordres d'allunyament consecutives.
En un tour amb càmeres de televisió per les oficines del NCIS real el setembre del 2005, el Director del Laboratori Forense Dawn Sorenson (l'alter ego a la realitat d'Abby Sciuto), li va dir a Perrette: «Fes que semblem tots bons. T'estem realment agraïts».
El febrer del 2006, Perrette va eliminar el seu bloc i la seva pàgina web perquè algú no la deixava en pau i seguia obsessivament el seu bloc a la recerca d'informació personal. Perrette va dir que estava sent atemorida i que la seva seguretat estava en risc. En un capítol de la 3a temporada li passa una cosa semblant a la sèrie, lliga amb un noi per internet que arriba a perseguir-la dins de les oficines del NCIS.
Perrette apareix en el vídeo oficial "The Unnamed Feeling" de la famosa banda de thrash metal Metallica, on apareix en una mena de cambra fosca, aterrida per un sentiment sense nom (minut 2:14).

## Filmografia

### Actriu
- Magical Make-Over (1994) (TV) - Shannon
- Frasier (1996 - 1997, 2 episodis) - Rebecca
- Murder One (1996 - 1997, 10 episodis) - Gwen
- The Price of Kissing (1997) - Renee
- Edició Anterior (1997 - Episodi 13) - Theresa LaParco
- The Drew Carey Show (1998, 4 episodis) - Darcy
- The Naked Truth (1998, 1 episodi) - Ilana
- That's Life (1998) - Lisa
- Hoofboy (1998)
- Hand on the Pump (1998) - Noia que saluda
- Civility (1999) - Carolyn
- Batman Beyond: The Movie (1999, veu) - Oficial Policia
- Veronica's Closet (1999, 1 episodi) - Nicole
- Jesse (1999) - Gwen
- Batman Beyond (1999, veu) - Policia
- Time of Your Life (1999 - 2000, 21 episodis) - Cecilia Wiznarski
- Almost Famous (2000) - Alice Wisdom
- Dawson's Creek (2001, 2 episodis) - Rachel Weir
- Philly (2001, 1 Episodi) - Angela
- Dead Last (2001, 1 episodi) - Erica
- My First Mister (2001) - Beu
- Smash (2001) sèrie de TV - Charley
- Special Unit 2 (2001 - 2002, 4 episodis) - Alice Cramer
- Haunted (2002, 1 episodi) - Nadine
- Hungry Hearts (2002) - Cokie Conner
- The Ring (2002) - Beth
- Xarxa Skies (2002) (TV) - Patty Peirson
- 24 (2002, 2 episodis) - Tanya
- Brother Bear (2003) (veu) - Ossa Amorosa
- Ash Tuesday (2003) - Gina Mascara
- JAG (2003, 2 episodis) - Abby Sciuto
- CSI: Crime Scene Investigation (2003, 1 episodi) - Candeece
- NCIS (2003 - 2018) - Abby Sciuto
- A Moment of Grace (2004) - Dra. Grace Peters
- Cut and Run (2004) - Jolene
- Cut and Run (2005) - LuLu
- Satan Hates You (2007) - Marie Flowers
- NCIS: Los Angeles (2009, 2 episodis) - Abby Sciuto
- Broke (2020, 15 episodis) - Jackie